# Світложивопис
Термін Свіложивопис запропоновано українським митцем Юрієм Правдюком у 60-х роках ХХ сторіччя як назва для створеного ним напрямку аудіовізуального мистецтва (на відміну від Світломузики).

## Історія
Світло, як матеріал, що малює динамічну картину,  Юрій Правдюк використовував вже в перших своїх експериментах. «Музика кольору», яка вражала уяву перших дослідників в цій галузі мистецтва, Правдюка не вразила. Формальне, або навіть продумане поєднання музики та кольорового освітлення не було художнім результатом, виявилося нецікавою грою в освітлення конкретного простору (інтер'єру) різнобарвними ліхтариками. Синій колір, який набували стіни та стеля, не наближав до відчуття музики Шопена. Ставало зрозумілим: важливим є не тільки колір, але й форма зображення (світлоформа, кольороформа). Створювати світлоформи Юрій Олексійович почав, малюючи на папері графічні зображення конкретних музичних тем, та виготовляючи з малюнків трафарети для світло проєкції. Зрозумілим була й потреба в реальних (на відміну від уявних) рухах зображення, яке «малювало музику», яке мало поєднуватися з музичним твором в реальному часі. Так виникла теорія та практика «форморухів», в яких характер руху та форма були невід'ємно пов'язаними.
Збіг характеру та темпу рухів (змін) світлоформи з рухами (змінами)  музичного твору давало можливість досягти якісного поєднання звучання та світлопроєкційного зображення. Глядачеві «форморух» давав можливість пережити єдність музики та зображення повною мірою, не нав'язуючи бачення музики автором світложивописної композиції, даючи простір для власних асоціацій та фантазії.
Світлові динамічні картини Правдюка та його послідовників можна (з певною мірою умовності) назвати світловою балетною виставою. Правдюк наполягав, що мова може йти тільки про поєднання музики та художнього зображення. За допомогою яких засобів створюється це зображення? В балеті — за допомогою рухів людського тіла. В кінематографі та мультиплікації — динамічне зображення на плівці. В системі Правдюка — це світлова проєкція, якою можна керувати в реальному часі. Тобто виконавець світложивописної композиції схожий на музиканта на концерті: виконує твір тут і зараз. І це — не імпровізація. Створена Правдюком художня система є  продуманою та чіткою художньою мовою.
Динамічні світлопроєкційні картини частіше всього існують у єдності з музичним твором. Не в супроводі музики, а в єдності з нею.
Світложивописні композиції здебільшого абстрактні. Це обумовлено абстрактним характером музики, необхідністю надати глядачеві можливість для співтворчості. «Всі бачать музику» — вважав Ю.Правдюк — «Не треба нав'язувати своє уявлення про музичний твір. Можна тільки натякнути, запропонувати, запросити до сумісного переживання вражень від музичного твору».

## Зал світложивопису
В далекому 1969 році у центральній газеті СРСР «Известия» з'явилося інформаційне повідомлення: «В Харкові відкрився перший Зал світломузики». Ці декілька слів одночасно і проінформували читачів, і врятували мистецтво. Мистецтво динамічного музичного світложивопису, художнє надбання Юрія Правдюка. Харківський Зал світложивопису був і є унікальним. Це — один з найстаріших візуальних театрів світу. Це — історія розвитку українського неформального мистецтва. Це — більше 100 художніх творів: світложивописних композицій, які дивували та захоплювали глядачів з усіх континентів. І цього Залу більше не існує. На жаль пережити епоху «перебудови» мистецький заклад не зміг.
Але такий прикрий факт не є крапкою, тільки плямою в історії українського візуального театру. Школа художників світложивопису Харкова продовжує існувати та розвиватися.

## Дитяча навчальна студія світложивопису
Створена у 1979 р. Ю. Правдюком і його дружиною та послідовником І. Прищенко дитяча навчальна студія у Харківському обласному Палаці дитячої та юнацької творчості підготувала художників світложивопису, що професійно працюють у рамках даного художнього напрямку.
Харківська школа світложивопису нараховує вже чотири покоління митців. Дитячий театр світложивопису має звання «Зразковий художній колектив». Це не тільки навчальна студія для підготовки художників світложивопису, але і самобутній художній колектив зі своїми, сформованими за 36 років роботи традиціями, творча лабораторія з постійним пошуком в галузі методики викладання, художніми експериментами.
Дитячий театр світложивопису — дипломант міських, обласних, всеукраїнських та міжнародних фестивалів, організатор і засновник фестивалю мистецтв «Жовтий звук».
Учні та послідовники Ю.Правдюка, випускники дитячого театру-студії світложивопису зараз є викладачами для нових поколінь світлохудожників. Рівень роботи колективу дозволяє дитячому Театру світложивопису гідно представляти Україну на заходах, поряд з професійними театрами аудіовізуального синтезу з інших країн. Майже з перших років існування колектив був представником харківської школи світложивопису на фестивалях та теоретичних семінарах, які регулярно проводив НДІ експериментальної естетики «Прометей».